# Makaunga
Makaunga es una localidad del distrito de Lapaha, en Tonga. Tiene una población de 357 habitantes en 2021.